# Constance M. Burge
Pour les articles homonymes, voir Burge (homonymie).
Constance M. Burge est une scénariste américaine et créatrice de séries télévisées, née le 6 août 1957 à Philadelphie, en Pennsylvanie. Elle est la créatrice de la série télévisée Charmed et de la série éphémère Savannah. 

## Filmographie

### Scénariste
- 1996 : Savannah - Série télévisée - Saison 1 - épisode : 9
- 1996 : Savannah - Série télévisée - Saison 2 - épisodes : 2, 7, 16, 17, 18
- 1998 : Charmed - Série télévisée - Saison 1 - épisodes : 1, 5, 14, 22
- 1999 : Charmed - Série télévisée - Saison 2 - épisodes : 3, 9, 20
- 2001 : Ally McBeal - Série télévisée - Saison 5 - épisodes : 4, 9
- 2002 : Boston Public - Série télévisée - Saison 3 - épisode : 13
- 2004 : Amy - Série télévisée - Saison 6 - épisodes : 3, 11
- 2009 : Royal Pains - Série télévisée - Saison 1 - épisodes : 5, 10
- 2010 : Royal Pains - Série télévisée - Saison 2 - épisodes : 4, 7, 11, 17
- 2011 : Royal Pains - Série télévisée - Saison 3 - épisodes : 3, 9, 13

### Inspiratrice
- 1998 : Charmed - Série télévisée - Saison 1 - épisode : 14
- 2001 : Ally McBeal (2001) - Série télévisée - Saison 5 - épisodes : 8, 14, 16, 17, 19